# SDSS J125011.65+392553.9
SDSS J125011.65+392553.9 ist ein Brauner Zwerg der Spektralklasse T4 im Sternbild Canes Venatici. Er wurde 2006 von Kuenley Chiu et al. entdeckt.